# قائمة أنهار العراق

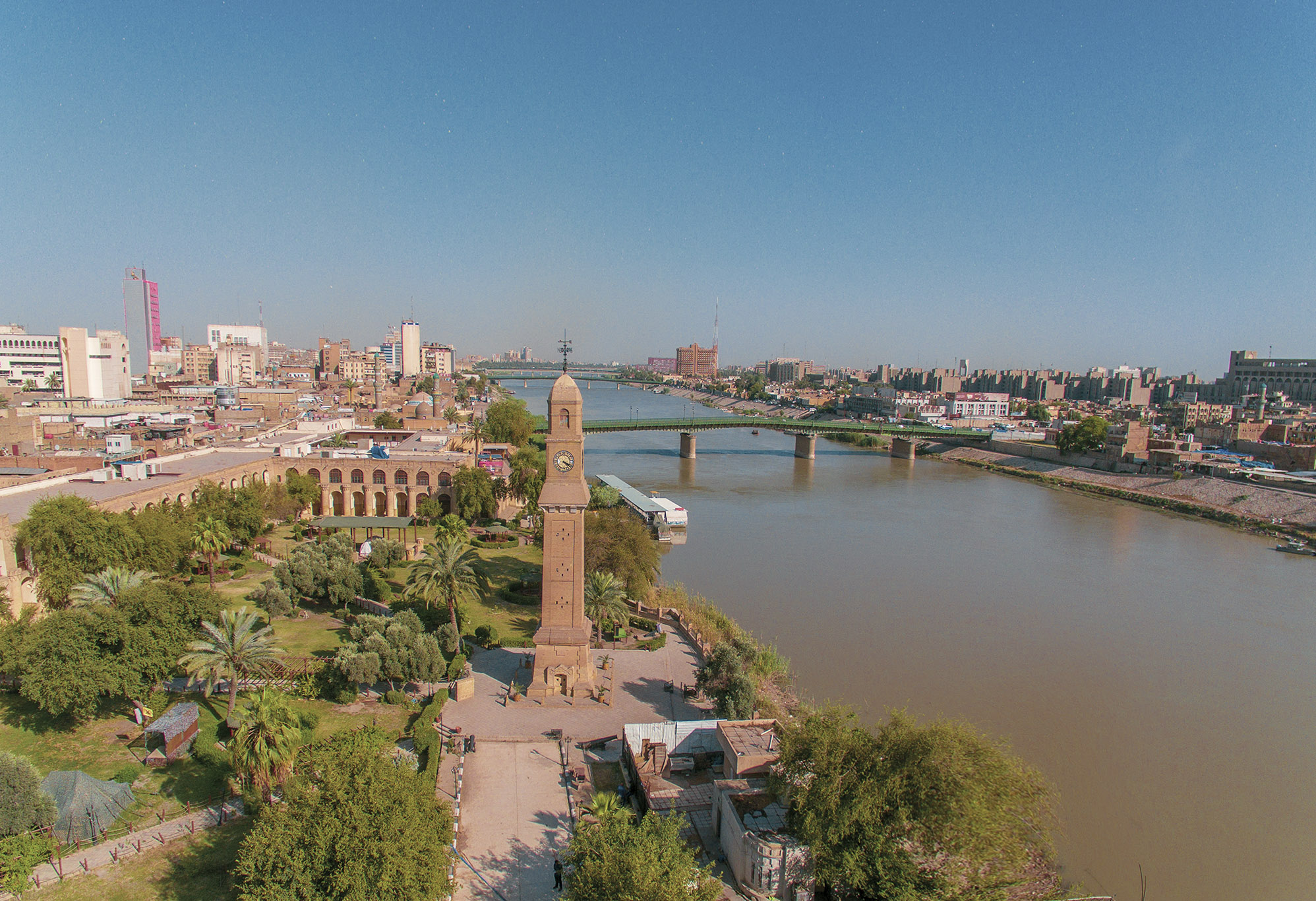
نهر دجلة في بغداد

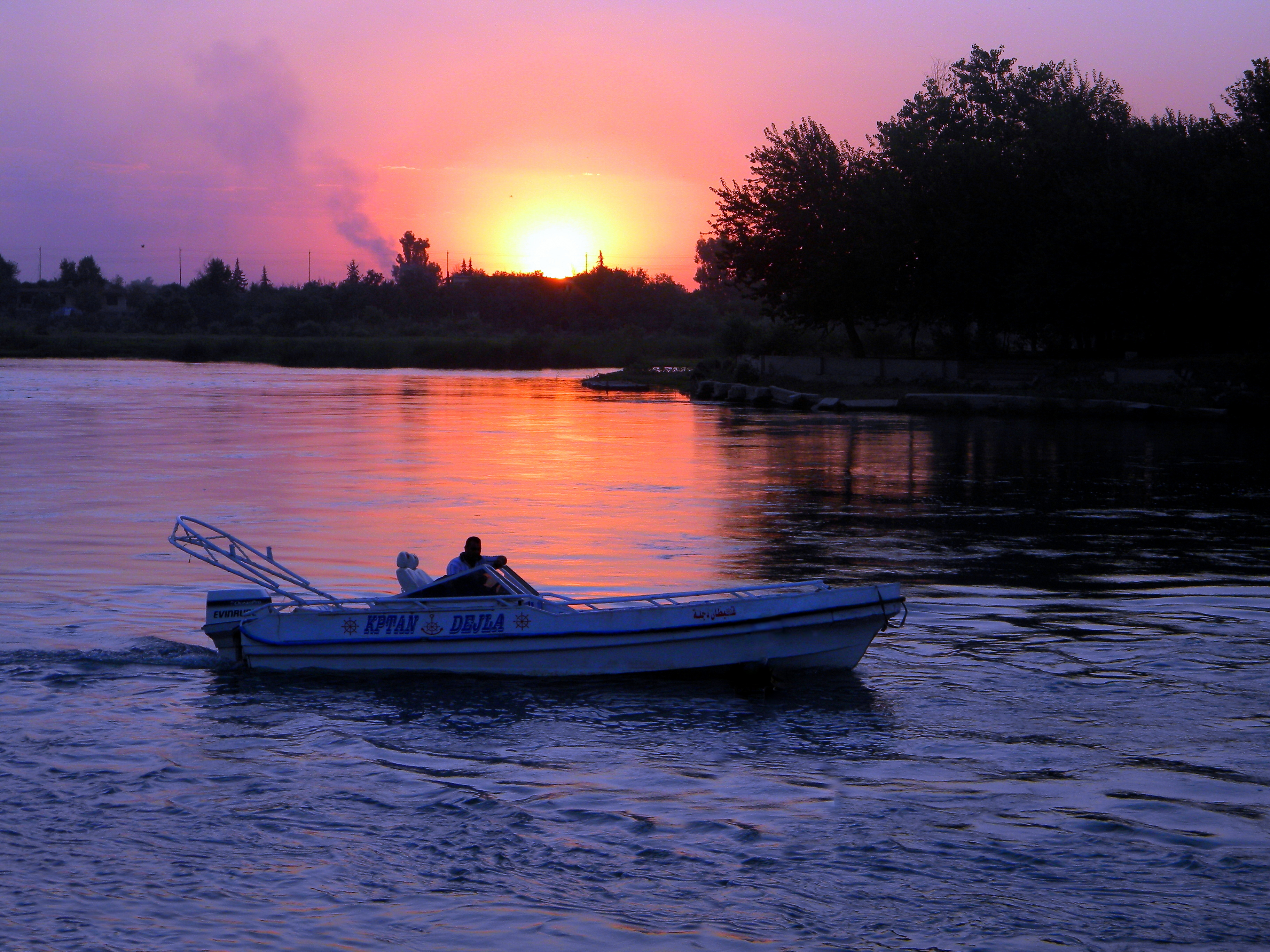
نهر دجلة في منطقة غابات الموصل

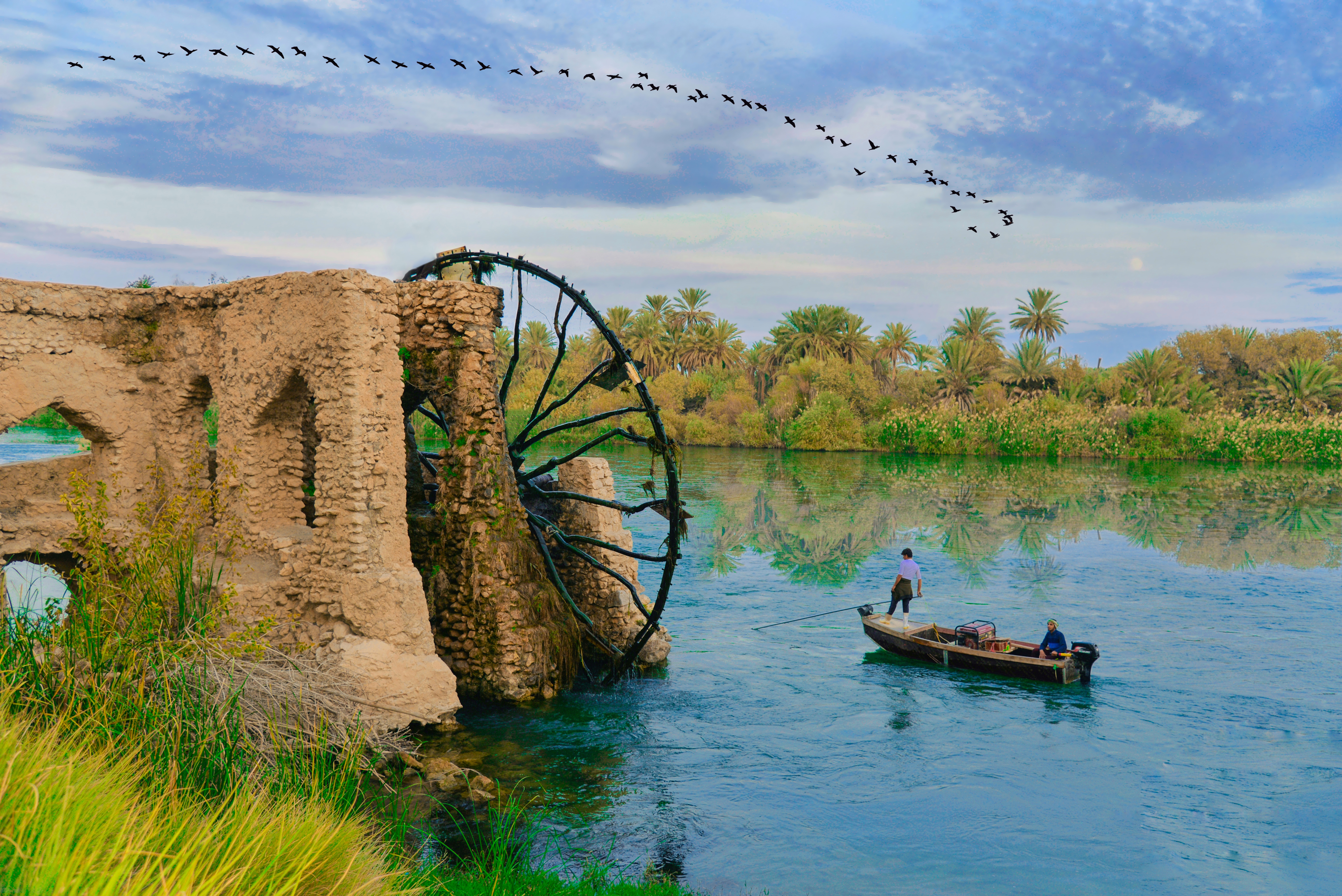
الفرات في قضاء حديثة غرب العراق

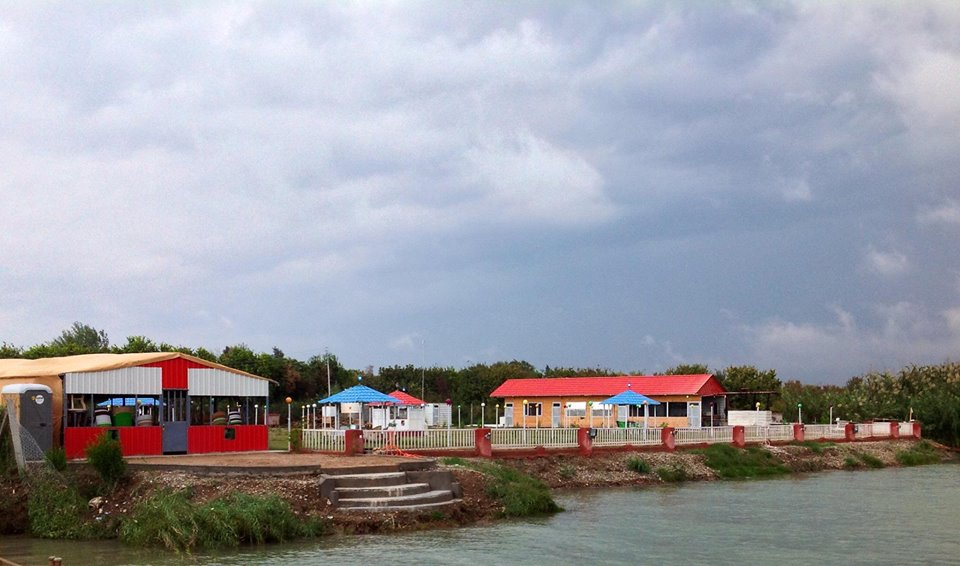
ضفاف نهر دجلة في محافظة صلاح الدين وسط العراق

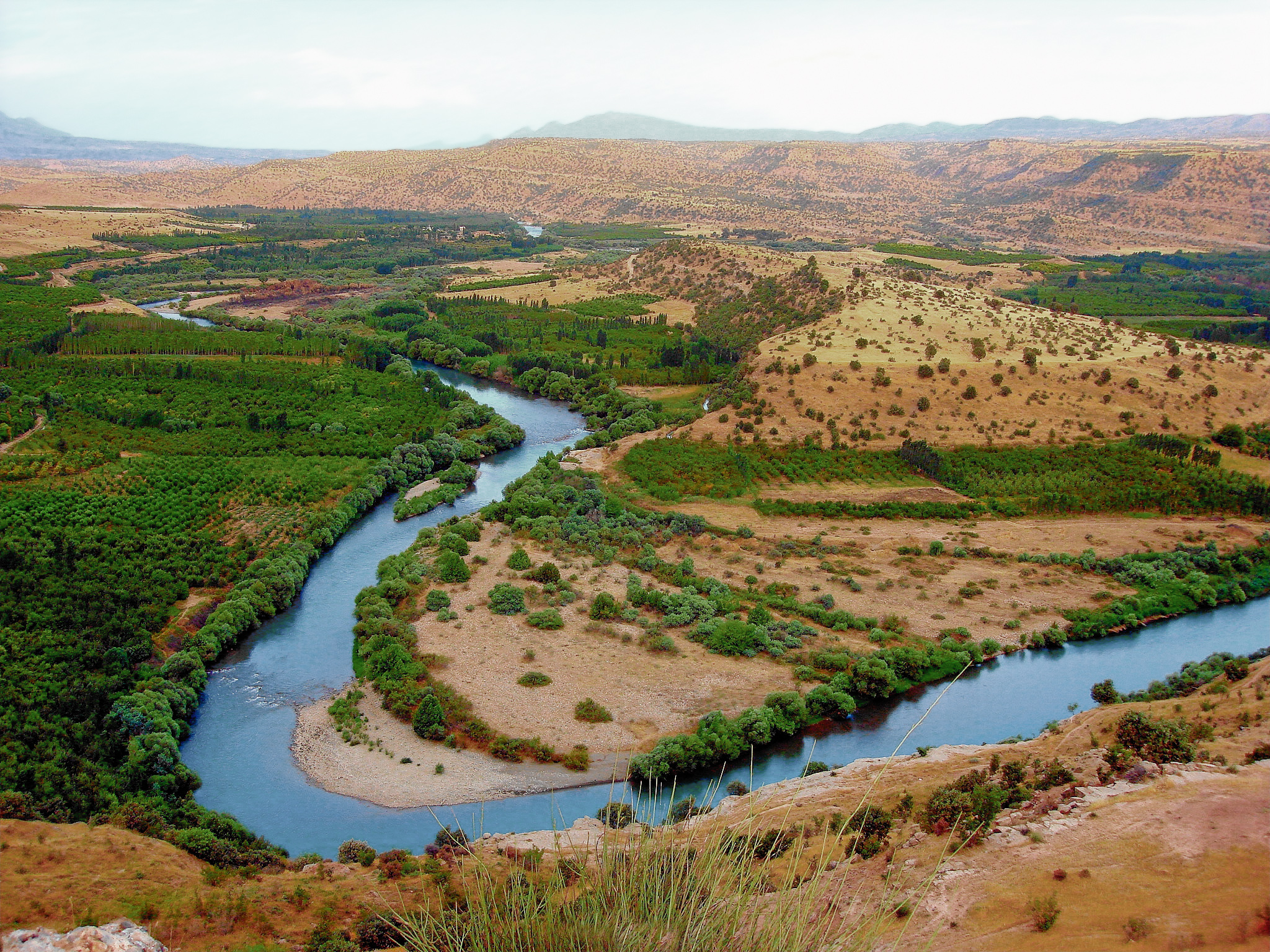
نهر الزاب الكبير في شمال العراق

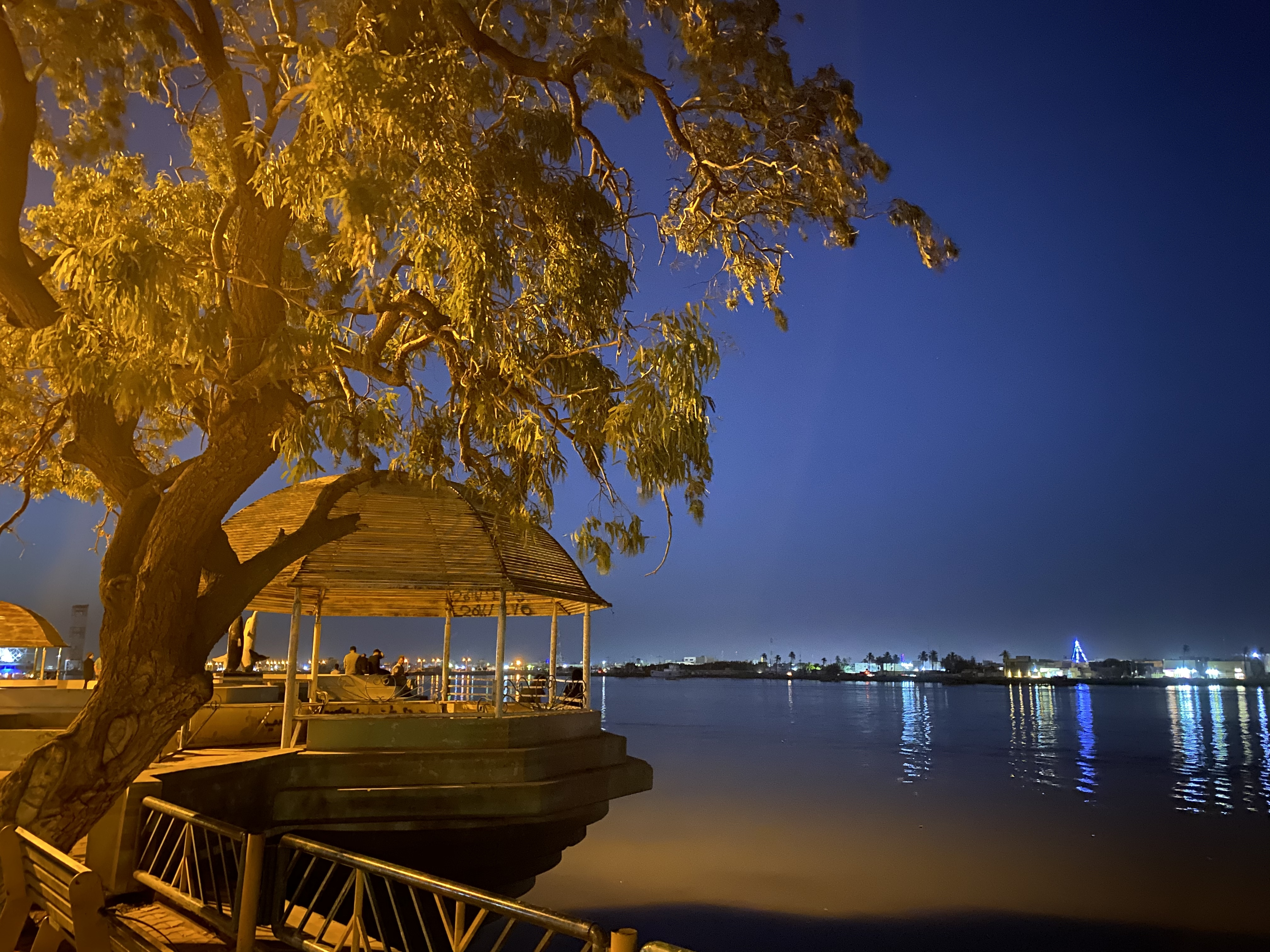
شط العرب في البصرة

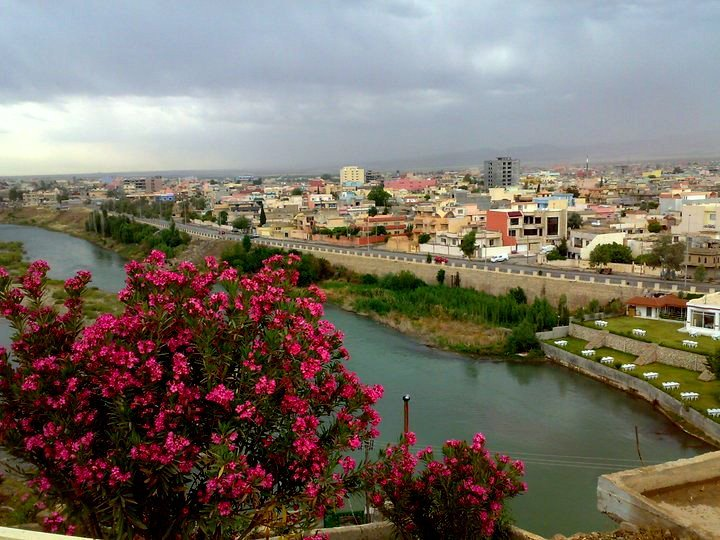
نهر الخابور في مدينة زاخو شمال العراق

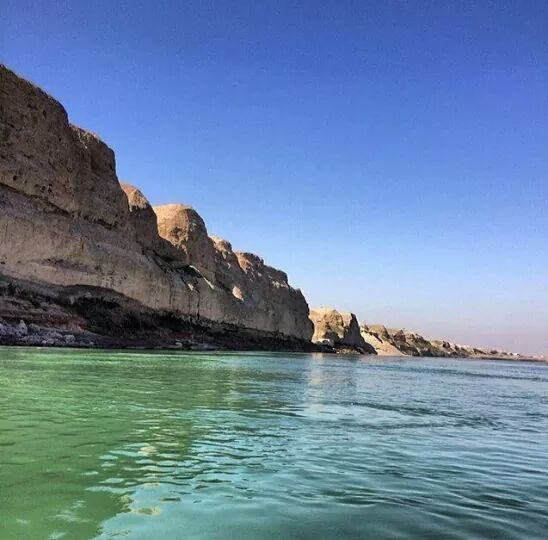
نهر دجلة في مدينة تكريت

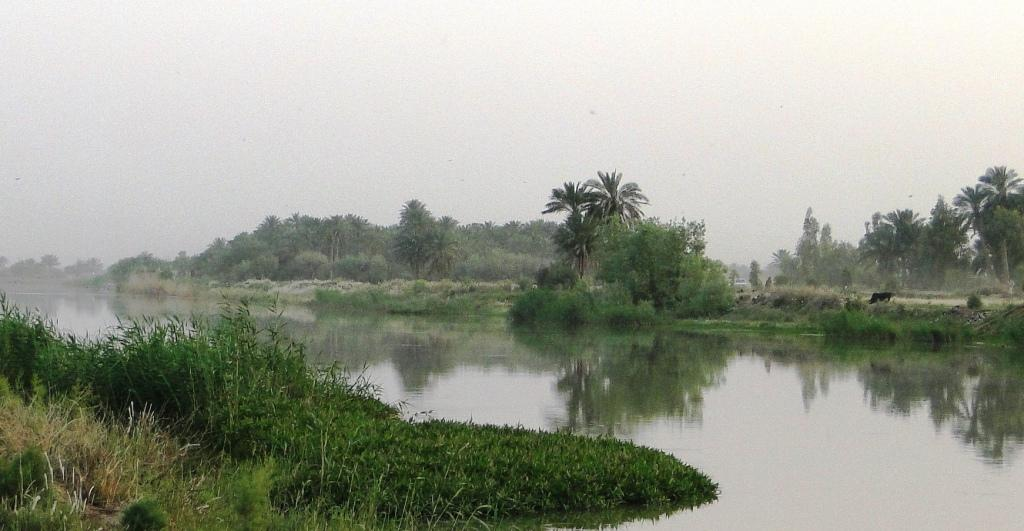
نهر الغراف في مدينة الناصرية

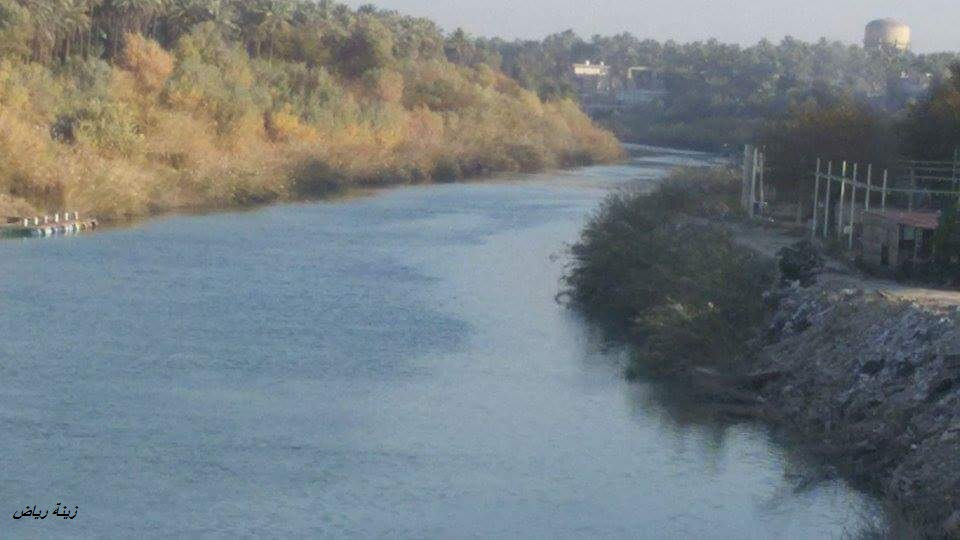
نهر ديالى شرق العراق

قائمة بأسماء الأنهار التي تجري في الأراضي العراقية :

## الأنهار الطويلة
- نهر دجلة
- نهر الفرات
- نهر الدجيل

## الأنهار القصيرة
- المصب العام
- نهر ديالى
- نهر شط العرب
- نهر الزاب الصغير
- نهر الزاب الكبير
- نهر العشار
- نهر الغراف
- الخوصر
- الخابور
- النيل المندرس
- نهر حلوان
- نهر العظيم
- طاووق صو
- نهر خاصة أو خاصه صو
- نهر غليوين
- نهر الحلة
- نهر الوردية
- نهر السقحة
- نهر شروين
- نهر عكيكة
- نهر بني حسن
- نهر الحفار
- نهر ام نخلة
- نهر كرمة بني سعيد
- نهر الحسينية
- نهر الأبله يعرف باسم نهر أم الفلوس
- شط الكوفة
- نهر خوز
- نهر أبو لحية
- نهر اللعويسية
- نهر كرمة علي
- نهر أبو مغيرة
- نهر الكسارة
- نهر السويب
- نهر المشرح
- نهر الكحلاء
- نهر الكرخة
- نهر الخوصر
- نهر الخازر
- نهر الصقعبي
- نهر حمدان
- نهر الخالص
- نهر الطيب
- نهر مهيجران
- نهر السراجي
- الكومل
- البديرية
- أنهار بغداد القديمة

## الوديان
- وادي حوران
- وادي الأبيض
- وادي الثرثار
- وادي حسب
- وادي حران
- وادي أم الشبابيط
- وادي الحزيمي
- وادي الابيلة
- وادي حجلان
- وادي روميه
- وادي زغدان
- وادي كلال
- وادي سهلان
- وادي ترساق
- وادي زنطة
- وادي شيشين
- وادي ثلاب
- وادي الحديد
- وادي قزلاق
- وادي مويلحة
- وادي بلكانه
- وادي شيرين
- وادي ذراع
- وادي چفت
- وادي القائم الكبير
- وادي الكصر
- وادي قشان
- وادي غرب
- وادي زغيتون
- وادي الشاي
- وادي أبو خناجر
- وادي الخرز
- وادي الكور
- وادي زاويته
- وادي زحيمان
- وادي القذف
- وادي كشكان
- وادي الزلة
- وادي سكران
- وادي اكويان وشاوري
- وادي جافايتي
- وادي كرسي
- وادي خر الطير
- وادي زلو
- وادي هراوه
- وادي الضباع
- وادي شعيب لويحظ
- وادي الذيب
- وادي الكصير
- وادي الامغر
- وادي أبو مريس
- وادي الغضاري
- وادي الاشعلي
- وادي أبو حضير
- وادي أبو غار
- وادي أبو غوير
- وادي ميلان
- وادي الربيش
- وادي الشكاك
- وادي قرين الثماد
- وادي لوبيتر
- وادي ناشريان
- وادي المهاري
- وادي أزمر
- وادي عامج
- وادي تويكله
- وادي المساد
- وادي كاباك
- وادي بادوش
- وادي قصب
- وادي كاني منمم
- وادي باغال
- وادي تارو
- وادي المر
- وادي جعال
- وادي العبرة
- وادي أبو طلاح
- وادي أبو غريبات
- وادي سرخر
- وادي الحسام
- وادي شعيب الركاشي
- وادي أم حجول
- وادي ابرق الباطن
- وادي العجيج
- وادي العيدي
- وادي الملح
- وادي الأسدي
- وادي الشور
- وادي المعاذر
- وادي البويب
- وادي أبو شنين
- وادي أبو جلود
- وادي أم الطعوس
- وادي القرنين
- وادي أم الحباري
- وادي خنكة
- وادي الغانمي
- وادي الدودان
- وادي السدير
- وادي الزعفران
- وادي الفضة

## طالع
- قائمة بحيرات العراق
- قائمة سدود العراق